# Netrnati akant
Netrnati akant, poznan tudi pod imenom mehki akant (znanstveno ime Acanthus mollis) je šopasta listopadna zelnata trajnica, ki je samonikla v jugovzhodni Evropi.

## Opis
V višino ta vrsta akantovk doseže med 100 in 150 cm, razširi pa se med 70 in 90 cm. Temno zeleni listi so ovalni, globoko pernato narezani in imajo grobo nazobčan listni rob. V dolžino dosežejo do 40 cm, široki pa so do 25. Nasajeni so na dolg pecelj.Iz tal poganjajo v veliki rozeti. Cvetovi so ustnati, beli s temno vijoličnimi ovršnimi listi. Zbrani so v pokončnih klasastih socvetjih, ki v dolžino merijo med 60 in 100 cm, v njih pa je lahko zbranih do 120 cvetov. Posamezen cvet ima premer med 3 in 4 cm. Rastlina najbolje uspeva na globokih, rahlih, humoznih, delno peščenih, dobro odcednih tleh. Dobro prenaša sušo in vročino, običajno pa ne raste višje od 300 metrov nad morjem na zelo sončnih do delno senčnih legah.